# Silpa
Silpa var patriarken Jakobs andra bihustru, Leas tjänstekvinna (det vill säga slavinna). Hon födde sönerna Gad och Asher.